# Białaszów (obwód wołyński)
Białaszów (ukr. Білашів) – wieś na Ukrainie w rejonie kowelskim obwodu wołyńskiego.